# What Richard Did
What Richard Did es una película irlandesa dirigida por Lenny Abrahamson y escrita por Malcolm Campbell, basada en la novela Bad Day in Blackrock, escrita por Kevin Power que a su vez está basada en la muerte del jugador de rugby Brian Murphy, fuera de un club nocturno en el año 2000. Es protagonizada por Jack Reynor, Róisín Murphy, Sam Keeley y Lars Mikkelsen.

## Argumento
La historia gira en torno a un grupo de privilegiados adolescentes en el verano tras terminar los estudios, entre ellos se encuentra Richard Karlsen, el capitán del equipo de rugby. El mundo es brillante y todo parece posible para Richard, quien hace todo por captar la atención de Lara, la chica que le gusta. Richard nota que Connor está acercándose demasiado a Lara para su gusto y los celos comienzan a emerger. Una noche de fiesta, los celos de Richard se hacen presentes y lo llevan a confrontación con Connor, quien muere accidentalmente a causa de una patada en la cabeza propinada por Richard. Este es el comienzo de los problemas para Richard, quien ve cómo la vida de las personas más cercanas a él comienza a cambiar para protegerlo. Sus amigos y sus padres lo apartan mientras él se consume lentamente por la culpa, descubriendo el límite entre lo que él pensaba que era y lo que demuestra ser.

## Reparto
- Jack Reynor como Richard Karlsen.
- Róisín Murphy como Lara.
- Sam Keeley como Connor Harris.
- Lars Mikkelsen como Peter Karlsen.
- Fionn Walton como Cian.
- Gavin Drea como Stephen.
- Patrick Gibson como Jake.
- Liana O'Cleirigh como Clodagh.
- Rachel Gleeson como Eimear.
- Billy Gibson como Oisin.
- Mella Carron como Sophie Kilroy.
- Eva-Jane Gaffney como Sask.
- Pádraic Delaney como Pat Kilroy.
- Lorraine Pilkington como Katherine Karlsen.
- David Herlihy como Brendan Harris.
- Gabrielle Reidy como Eileen Harris.
- Róisín Donovan como Sarah.
- Ruairi O'Connor como Niall.
- Toni O'Rourke como Zara.
- Shaun Dunne como Milo.

## Estreno
La película fue estrenada en Irlanda el 5 de octubre de 2012, sin embargo fue proyectada el 9 de septiembre de 2012 en el Festival de Cine de Toronto, así como en el Festival de Cine de Londres y el Festival de cine de Tribeca.

### Lanzamiento en DVD
What Richard Did fue lanzada en formato DVD y Vídeo bajo demanda el 8 de febrero de 2013.

## Recepción

### Recepción de la crítica
La película fue recibida favorablemente por la crítica, elogiando el guion de Malcolm Campbell y la dirección de Lenny Abrahamson, en donde "yuxtapone la oscuridad del alma con el tormento del corazón mientras Richard pasa por todas las angustiosas etapas de la culpa, el remordimiento y la conciencia. ¿Hacer lo correcto, ir a las autoridades y arriesgarse a destruir su futuro? ¿O formar una alianza con sus amigos y aliados que se traducirá en una maraña interminable de secretos, mentiras y noches de insomnio? Mientras tanto, la película también plantea una pregunta provocativa acerca de la paternidad mientras el padre de Richard se enfrenta a su propio dilema. ¿Puede un padre seguir amando incondicionalmente a un hijo después de haber perdido todo el respeto por él? Luchando con la responsabilidad de dar el consejo equivocado a un niño en problemas, él simplemente se aleja en su desesperación". El sitio Rotten Tomatoes le otorgó una puntuación de 94% basada en 31 críticas con una puntuación media de 7,7 sobre 10. Metacritic le asigna una puntuación de 85 sobre 100, basada en 13 comentarios, indicando "críticas favorables".
Gavin Burke, del sitio Entertainment llamó a la película "una sorprendente pieza" y la calificó con 4.5 de 5 estrellas posibles. Stephen Holden de The New York Times comentó que "todos los detalles de What Richard Did suena a verdad", y elogió la actuación de Reynor, diciendo "la actuación [de Reynor] registra todas las emociones conflictivas que vive Richard. Vemos todas las capas de él, desde el niño interior asustado al fino mujeriego titulado". Peter Bradshaw de The Guardian escribió en su crítica "What Richard es un drama fascinante e inteligente que palpita en la mente durante horas después de los créditos finales".
Helen O'Hara de la revista Empire otorgó a la película cuatro estrellas de cinco posibles y comentó que es "una película dura e impactante que ofrece un examen a veces incómodo, pero siempre apasionante de causa y efecto". Mientras que Tom White de The Movie Bit la calificó con cinco estrellas, comentando: "Bellamente filmada por Abrahmson, esta película es un examen de la manera de lidiar con la tragedia. Potente y reflexiva, es una obra maestra". Por su parte, Rex Reed de New York Observer calificó la película con 3.5 de 4 estrellas y declaró que "What Richard Did, es un filme tierno, conciso, actuado con sensibilidad y cuidadosamente dirigido sobre las devastadoras consecuencias de un acto de violencia sin sentido en la vida de un niño de otra manera gentil con un futuro prometedor. No tiene grandes estrellas o publicidad extravagante, pero es mucho mejor que nueve de otras 10 películas que usted verá este año".
Stephen Dalton de The Hollywood Reporter escribió: "Fundamentada en excelentes actuaciones, muy naturalistas, What Richard Did es un thriller sobre un crimen violento con admirable poco interés en la violencia o la delincuencia. Un cineasta más didáctico y esquemático podría haber explotado el exclusivo entorno social de la historia al sumar algunos puntos obvios sobre la bancarrota moral y el salvajismo latente de la clase dominante. Afortunadamente, Abrahamson tiene un enfoque más matizado y sin prejuicios, mostrando en cambio cómo los errores cometidos en fracciones de segundo se convierten en tragedias perdurables, y cómo la culpa ondula a través de familiares y amigos".

## Premios y nominaciones
| Año  | Premio                                     | Categoría                          | Nominados        | Resultado |
| ---- | ------------------------------------------ | ---------------------------------- | ---------------- | --------- |
| 2013 | Critics' Circle Film Awards                | Intérprete británico joven del año | Jack Reynor      | Nominado  |
| 2013 | IFTA Awards                                | Mejor película                     | What Richard Did | Ganadora  |
| 2013 | IFTA Awards                                | Mejor director                     | Lenny Abrahamson | Ganador   |
| 2013 | IFTA Awards                                | Mejor guion                        | Malcolm Campbell | Ganador   |
| 2013 | IFTA Awards                                | Mejor actor protagónico            | Jack Reynor      | Ganador   |
| 2013 | IFTA Awards                                | Mejor actriz protagónica           | Roisin Murphy    | Nominada  |
| 2013 | IFTA Awards                                | Mejor actriz de reparto            | Gabrielle Reidy  | Nominada  |
| 2013 | IFTA Awards                                | Estrella revelación                | Jack Reynor      | Nominado  |
| 2013 | Evening Standard British Film Awards 2013  | Mejor guion                        | Malcolm Campbell | Ganador   |
| 2013 | Festival Internacional de Cine de Estambul | Mejor película                     | What Richard Did | Ganadora  |